# Marian Abramowicz

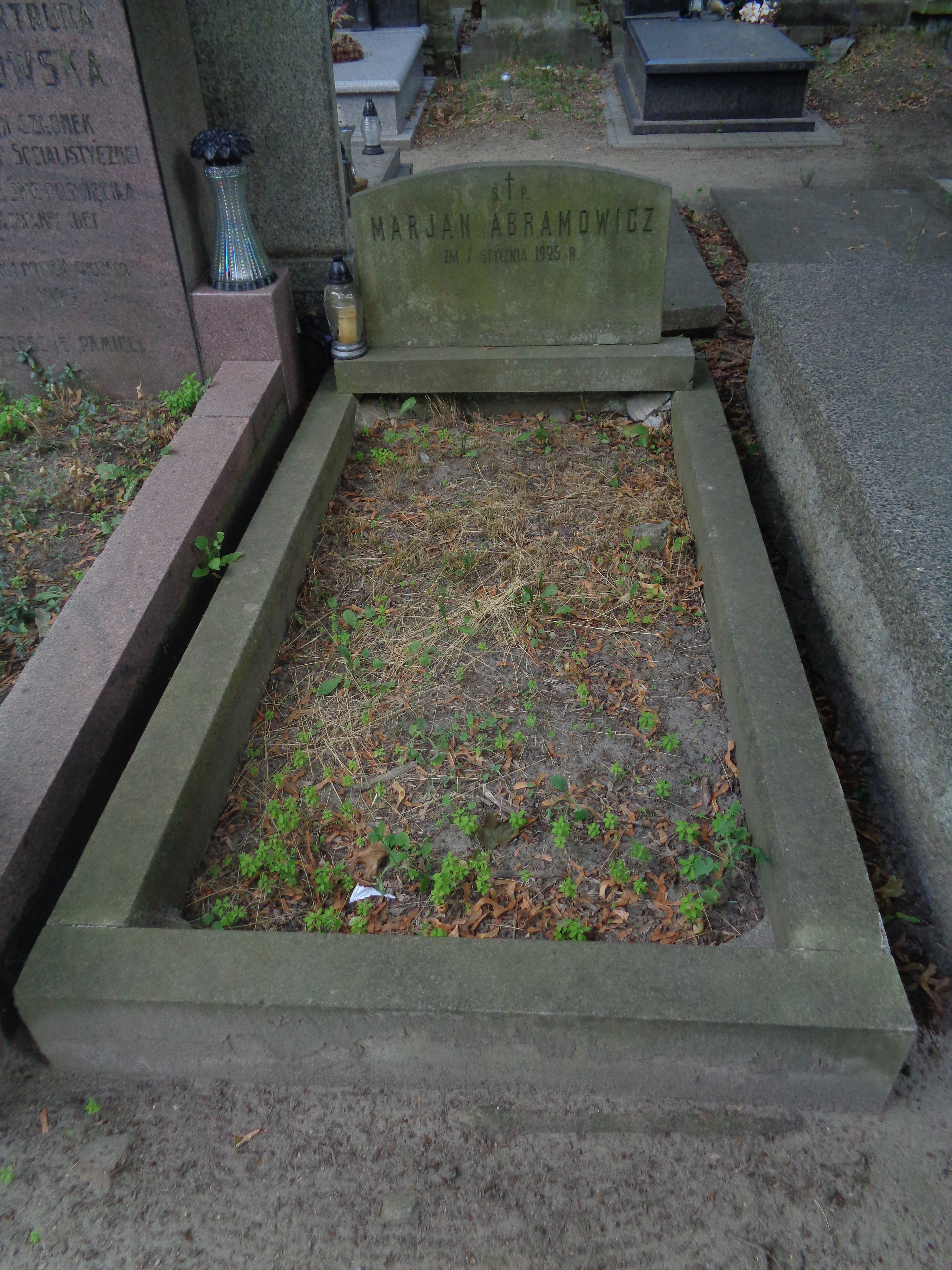
Grab von Marian Stanislaw Abramowicz

Marian Stanisław Abramowicz (* 25. März 1871 in Twer; † 7. Januar 1925 in Warschau) war ein polnischer sozialistischer Aktivist und Revolutionär, später Bibliothekar und Archivar.

## Leben
Marian Abramowicz kam am 25. März 1781 in Twer zur Welt. Er besuchte das Gymnasium in Moskau und studierte danach Mathematik an der Lomonossow-Universität Moskau. In seiner Studienzeit gehörte er dem studentischen Koło Polskie an, das er nach und nach in eine sozialistische Organisation umwandelte, die auf sein Bestreben die Agitationsschrift „Ojciec Szymon“ (Vater Simon) auf Polnisch und Belarussisch herausgab.
Er begab sich mehrmals illegal ins Ausland, wo er mit der polnischen Emigration in Kontakt trat und an deutschen Universitäten Vorlesungen zur Philosophie und Sozialwissenschaften als freier Hörer besuchte.
Im Jahre 1892 wurde er in Warschau verhaftet, als er im Botanischen Garten sozialistische Ausrufungen aufhängte. Nach zweijähriger Untersuchungshaft in der Zitadelle Warschau wurde er zu einer dreijährigen Haft in Sankt Petersburg und sechs Jahren Verbannung nach Werchojansk. Während dieser Verbannung führte er meteorologische Studien durch, die ihm in Wissenschaftlerkreisen Anerkennung einbrachten. Nach seiner sechsjährigen Verbannung ließ sich Marian Abramowicz in Sankt Petersburg auf Bemühen der Petersburger Akademie der Wissenschaften nieder.
Die Russische Revolution 1905 ermöglichte ihm die Rückkehr nach Vilnius und schließlich nach Warschau, wo er sich dauerhaft niederließ.
Zu Zeiten der Zweiten Polnischen Republik arbeitete er für die Staatsarchive und dann für die Staatsbibliotheken. Zudem verfasste er einige Artikel für die „Wielka Ilustrowana Encyklopedia“ (Große illustrierte Enzyklopädie).
Er starb am 7. Januar 1925.